# إدارة إيزابال
إدارة إيزابال (بالإنجليزية: Izabal Department)‏ هي إداراة في غواتيمالا، تتبع غواتيمالا، بلغ عدد سكانها 466882 نسمة، في 2016، عاصمتها بويرتو باريوس، تبلغ مساحتها 9038 كيلومتر مربع، رمزها البريدي هو 18000.